# Kvinnliga poliser i Sverige

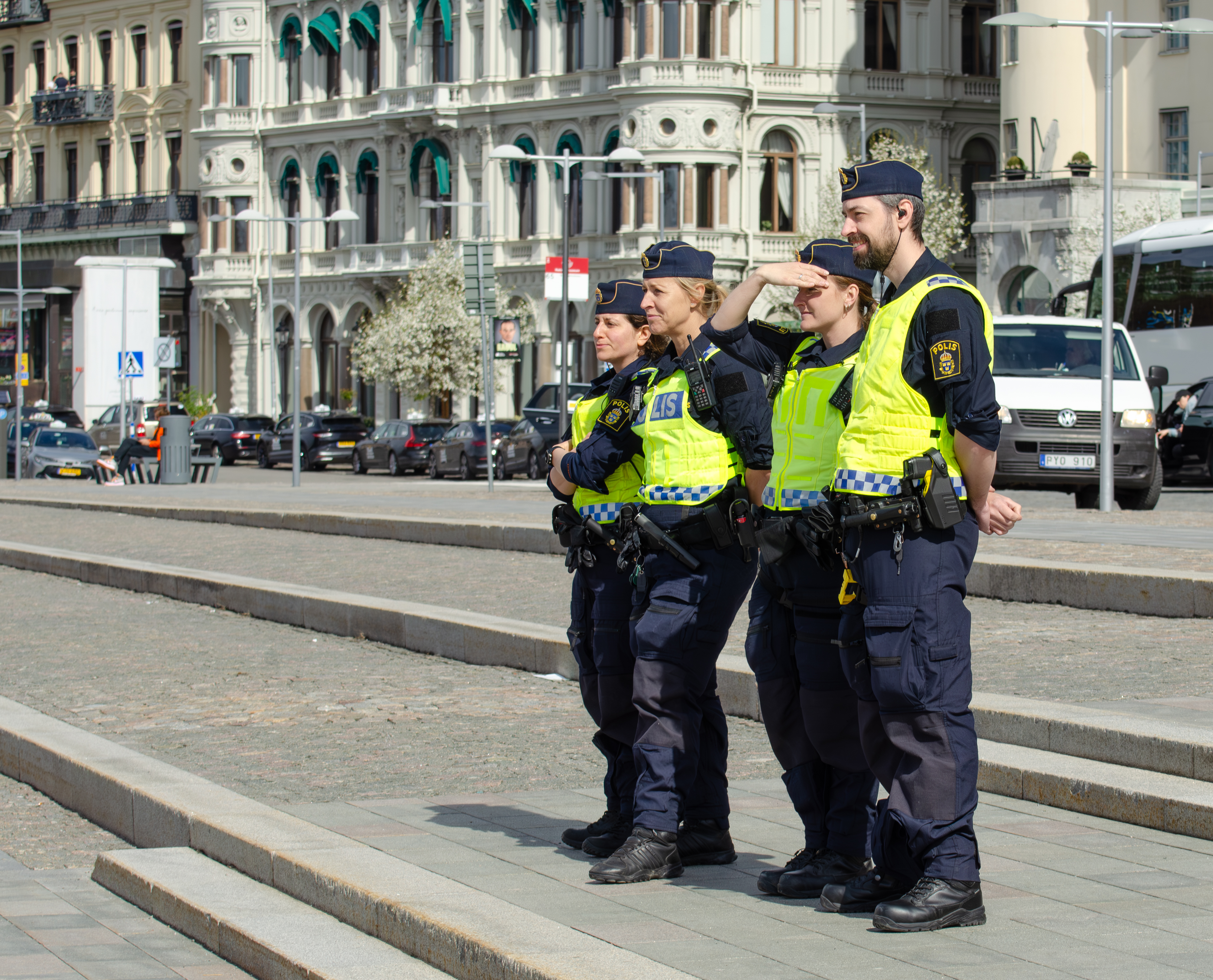
Poliskollegor i Stockholm 2024

Sveriges första kvinnliga poliser började tjänstgöra år 1909. De första kvinnliga poliserna som anställdes var sjuksköterskor och titulerades polissystrar. År 1958 utökades kvinnliga polisers befogenheter, i samband med att titeln polissyster avskaffades. Under 1960-talet deltog kvinnliga poliser på prov i ordinarie spanings- och utredningsverksamhet. År 1971 tilläts uniformerade kvinnliga poliser för första gången patrullera i yttre tjänst, varefter polisutbildningen och möjliga arbetsuppgifter varit i stort sett desamma oavsett kön. 2024 består den svenska poliskåren till 35 procent av kvinnor.

## Polissystrar

### Bakgrund
År 1908 togs beslutet om att sjuksköterskor skulle tillåtas att på prov arbeta tillsammans med män inom polisen. Beslutet grundades i en motion från Svenska Kvinnors Nationalförbund till Stockholms stadsfullmäktige, som 1907 lyfte frågan om att inkludera kvinnor i poliskåren. Motionärerna refererade till ett framgångsrikt initiativ i Stuttgart i Tyskland, från 1903, där sjuksköterskan Henriette Arendt gjorde betydande insatser inom polisväsendet. Hennes uppskattade insatser gjorde henne till den första kvinnan inom polisen i Europa under tidigt 1900-tal.

### De första polissystrarna
1908 anställde poliskåren på prov tre sjuksköterskor – Agda Halldin, Maria Andersson och Erica Ström – med titeln polissyster. De skulle genomgå en planmässig utvärdering av sina insatser i verksamheter i januari 1909, efter att ha placerats i separata polisdistrikt i Stockholm. Arbetsuppgifterna för polissystern var främst inriktade på att erbjuda social och medicinsk hjälp åt de kvinnor och barn som av olika anledningar hade omhändertagits av polisen.
Försöket med polissystrar bedömdes som framgångsrikt, och år 1910 började man även anställa dem i andra städer – inklusive Göteborg. Däremot var polissystrarna inte likvärdiga med de manliga poliserna och saknade flera av deras befogenheter. Ett förslag om att ge dem samma befogenheter som de manliga kollegorna, vilket skulle göra dem till fullvärdiga poliser, avslogs och förlöjligades i pressen.

För att få tjänstgöra som polissyster måste den som blivit antagen:
"ha genomgått högre läroverk med normalskolekompetens samt en av Svenska fattigvårdsförbundet anordnad kurs för praktisk och teoretisk utbildning av föreståndarinnor vid fattigvårdsanstalt och barnhem och/eller vara utexaminerad sjuksköterska."

## Kvinnliga poliser

### Vägen till ökade befogenheter bland kvinnliga poliser
Under tidigt 1900-tal lyfte kvinnoorganisationer regelbundet fram önskan att kvinnliga poliser som genomgick utbildning borde tilldelas samma befogenheter som deras manliga motsvarigheter. Många gånger förlöjligades förslagen, men den 18 september 1930 presenterade Överståthållarämbetet nya, utvidgade arbetsuppgifter för polissystrarna. Enligt den nya förordningen skulle de behålla sina befintliga uppgifter samt inkludera följande:
- Ta emot och dokumentera anmälningar från kvinnor angående våldtäkt, fosterfördrivning eller sedlighetsbrott.
- Genomföra förhör med kvinnliga målsägare eller kvinnliga vittnen vid misstankar om de nämnda brotten.
- Agera som vittnen vid förhör med kvinnor som misstänktes för lösdriveri.
- Närvara vid husrannsakan hos kvinnor.
- Genomföra spanings- och övervakningsaktiviteter enligt anvisningar från vederbörande polisintendent.[2]

För att förvärva färdigheter att hantera de nytillkomna arbetsuppgifterna fick polissystrarna genomgå särskilda kurser. Från och med 1931 anlitades polissystrar på varuhuset NK i Stockholm som detektiver. Tillsammans med de anställda manliga detektiverna var polissystrarnas uppgift att, civilklätt, övervaka kunderna eftersom det förekom en hel del stölder på varuhuset.  
År 1944 presenterades en proposition av regeringen för riksdagen, där det föreslogs att kvinnor principiellt inte bör uteslutas från polisyrket. Det fanns dock vissa reservationer angående "kvinnans olämplighet för ordningspolistjänst".
Titeln Polissyster avskaffades år 1954, vilket innebar att de kvinnliga och manliga poliserna därefter hade samma titulatur. Arbetsuppgifterna förändrades dock inte utan utgjordes för kvinnliga poliser fortfarande av utredningsarbete och ärenden gällande kvinnor och barn.
I april 1955 genomförde Hans Wickberg, verksam vid Stockholmspolisen, en studieresa till bland annat England. Vid den tiden fanns det bara i London 600 kvinnliga poliser med samma arbetsuppgifter som deras manliga kollegor, och resultaten av deras insatser var högst positiva. Denna insikt utgjorde grunden för beslutet att anta 24 kvinnliga elever vid Statens polisskola hösten 1957. Januari året därpå började de deras ordningspolistjänst, och de rekryterades för uniformstjänst vid de olika valdistrikten med patrulltjänst.

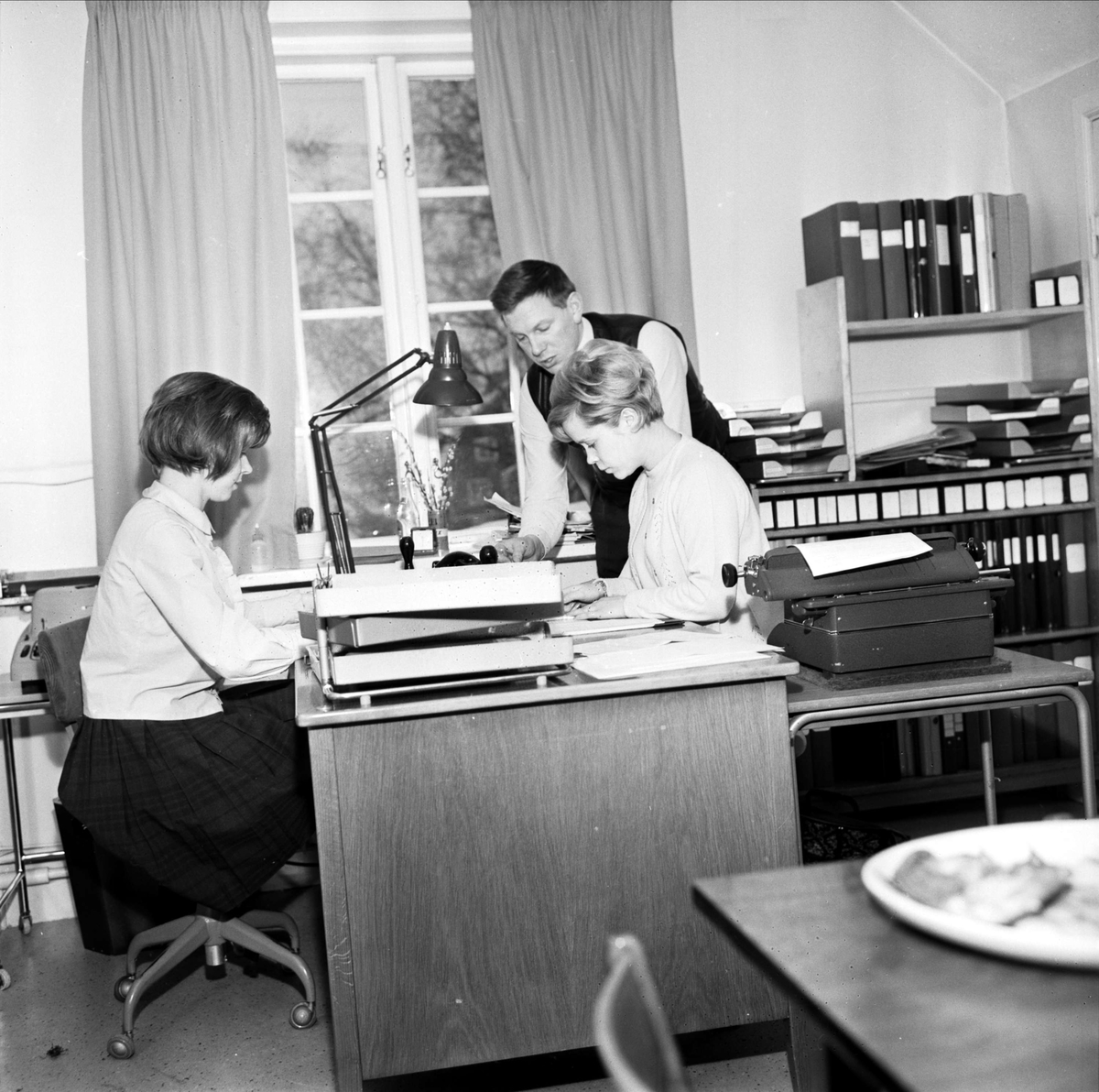
Två kvinnliga poliser med inre polistjänst i Tierp i Uppland 1967.

### Mannen och kvinnan får tjänstgöra på lika villkor
1964 diskuterades det mycket om det var lämpligt med kvinnor i uniformstjänst. Frågan gällande kvinnors lämplighet att patrullera gator och torg väcktes. Efter förstatligandet av polisväsendet beslöt den nytillkomna Rikspolisstyrelsen tillsammans med Sveriges polisförbund (SPF) att starta en försöksverksamhet med speciella arbetsuppgifter för kvinnliga poliser. Verksamheten innebar att kvinnor anställda 1969 och senare skulle användas för utrednings-, spanings- och skyddspolisverksamhet. De skulle inte ha uniformerad polistjänst. Rekryteringen inriktades på att fylla de behov av kvinnliga poliser som polischeferna redovisat. Många, främst kvinnor, blev missnöjda efter beslutet. 
1971 biföll Justitiedepartementet en framställan från två kvinnliga poliser, som ingick i försöksverksamheten, om att få fullgöra yttre polistjänst. Det svenska polisförbundet återkallade då sin del av överenskommelsen om försöksverksamheten. Rikspolisstyrelsen beslöt därefter att avbryta den. Kvinnor i polistjänst har sedan dess i princip samma arbetsuppgifter, utbildning, utrustning och avlöningsförmåner som manliga kollegor. Det var alltså först då, år 1971, som kvinnliga poliser började arbetar under samma villkor som sina manliga kollegor. 
Regeringsbeslutet väckte uppmärksamhet och framkallade debatt inom poliskåren. Man reagerade på att kvinnor och män anställdes för att tjänstgöra på lika villkor, trots att skillnader i antagnings- och utbildningskrav kvarstod. Debatten, som väcktes i början på 1970-talet, har alltsedan dess pågått om polisyrkets skilda rekryterings- och anställningsvillkor för män och kvinnor.

### Klädsel
När de första kvinnliga poliserna examinerades 1958 verkade det för många otroligt att de skulle patrullera stadens gator och synas i det offentliga rummet. Dessutom var tanken på att de skulle bära samma uniform som männen helt otänkbar. Vid utformningen av den kvinnliga uniformen var en av de centrala principerna att det på avstånd skulle vara tydligt vilka som var manliga och kvinnliga poliser. Detta ledde till att användningen av byxor uteslöts. Dessutom ansågs det olämpligt med kjol i yttre tjänst, då den kunde hindra rörelsefriheten och på ett oetiskt sätt exponera benen. Kjolen riskerade också fladdra och fastna i olika föremål. Som lösning introducerades istället en byxkjol.
Som överdel tilldelades de kvinnliga poliserna en skräddarsydd jacka som matchade byxkjolen. Däremot saknade jackan fungerande bröstfickor, vilket motiverades av önskan att undvika att blickarna skulle riktas mot bysten när de behövde använda anteckningsblock och penna. Istället utrustades jackan med påsydda, stängda fickor. Uniformsmössan utformades med mjukare linjer, i jämförelse med mannens, och extra rymd för att passa olika hårtyper.

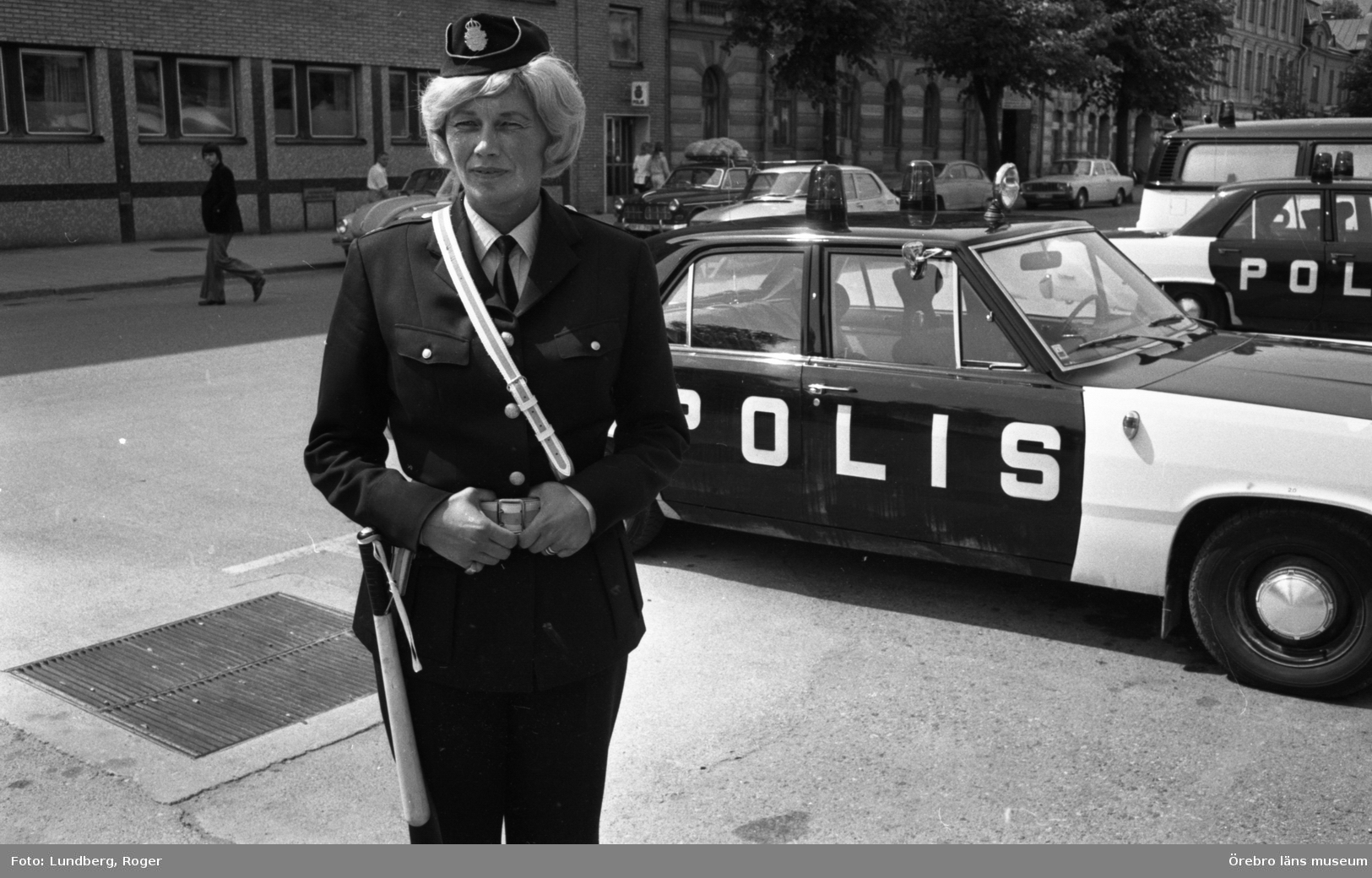
Kvinnlig polis i uniform 1974.

1969 fråntogs rätten att bära uniform, i och med den inre tjänstgöringen, för samtliga kvinnor. Förbudet upphävdes 1971, och 1974 fick de kvinnliga poliserna rätt att bära byxor. Karin Carlsson skriver i sin bok Kvinnosaker om byxkjolens slut: 
"Idag har byxkjolen blivit ett museiföremål som påminner om att arbetet för ökad jämställdhet både tar tid och pendlar fram och åter. Men framför allt berättar den att det var ett stort och viktigt steg som togs när dörren till polisyrket öppnades för kvinnor, även om den inte ställdes på vid gavel."

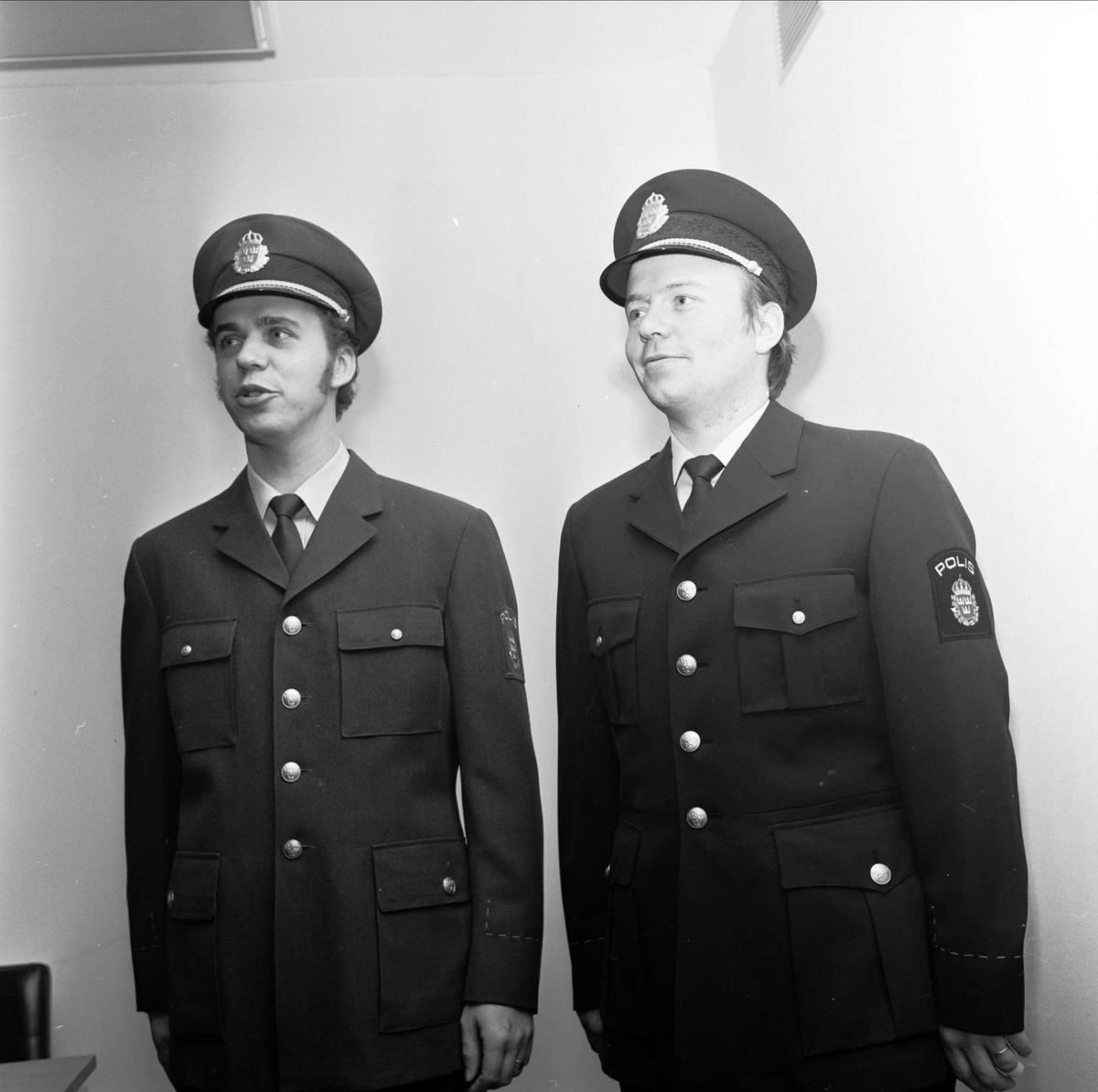
Manliga poliser i uniform 1972.

Vad gäller utrustning fick kvinnorna batong, till skillnad från männen som rustades med sabel. Utöver det förkortades den ursprungliga 47 centimeter långa batongen, och därefter ansågs den vara mer praktisk och hanterbar för kvinnor. Kvinnorna fick däremot skyddsvästar som inte var gjorda för den kvinnliga kroppen.
Även om de kvinnliga poliserna välkomnades in i det mansdominerade yrket, kom deras särskilt utformade uniform att bli en symbol för att de betraktades som något annat än "riktiga" poliser. En uniform är vanligtvis avsedd för att skapa en känsla av gemenskap och kollektiv identitet inom en yrkeskår, oavsett om det gäller sjuksköterskor, brandmän eller poliser. Därför är det viktigt hur polisuniformen ser ut, eftersom den spelar en betydande roll i det samhällsskydd som polisen enligt polislagen är ålagd att säkerställa för allmänheten. Utformningen av uniformen påverkar hur legitim makt representeras och hur polisernas kroppar syns när de bär den. Detta är en del av hur rättsstaten visuellt synliggörs i det offentliga rummet. Strävan efter könsneutrala polisuniformer har varit ett viktigt symboliskt led på vägen mot samma arbetsuppgifter för kvinnor och män.
Våren 2024 visar polisuniformerna (nästan) ingen skillnad mellan män och kvinnor. De blå skjortorna finns både i kort- och långärmade versioner för båda uniformerna. Däremot finns detaljer som skiljer mannen och kvinnans uniform åt; exempelvis använder man fortfarande den så kallade dam- och herrknäppningen på skjortorna, vilket avslöjas på slipsnålens riktning.

## Problem med att jobba som kvinnlig polis
Att vara kvinnlig polis innebär att vara i minoritet på arbetsplatsen, i ett yrke där det är en betydande överrepresentation av män. Där riskerar de manliga normerna som männen tar med sig till arbetet att utvecklas till de gemensamma arbetsnormerna, och de kan därmed osynliggöra och förbise de unika kompetenser och perspektiv som kvinnor kan bidra med.
Dynamiken hos en mansdominerad arbetsmiljö förstärker sig själv, i och med att polisyrket i sig förknippas med traditionellt maskulina egenskaper som fysisk styrka och våldsbruk. Dessa normer om en polis egenskaper och beteenden kan skapa svårigheter för kvinnor som strävar efter framgång inom yrket.
Dessutom lyfts det fram att kvinnor inom polisen ofta hamnar i en slags inre arbetsfördelning, där de tilldelas (eller väljer att utföra) arbetsuppgifter av mer social och känslomässig karaktär, beteenden som ses som mer feminina. Denna fördelning kan innebära att kvinnor i högre grad involveras i situationer som kräver sympati och relationsbyggande, medan de kanske undviks i de mer traditionellt maskulina uppgifterna med fysiskt krävande eller konfrontativa situationer. Det kan handla om att förhöra/prata med barn och kvinnor samt utreda mindre allvarliga brott.
I en undersökning från 2011 sägs sex av tio kvinnor inom polisen uppleva arbetsplatsen som starkt mansdominerad. Många kvinnliga poliser anser att de inte har samma utvecklingsmöjligheter som sina manliga kollegor. Sammantaget pekar dessa observationer på en ibland utmanande dynamik inom polisyrket, där könsnormer och förväntningar kan påverka arbetsmiljön och möjligheterna för kvinnor att avanceras inom yrket.

## Utveckling av det kvinnliga polisyrket
På 1900-talet blev kvinnor oumbärliga inom industrin, vilket ledde till att det blev viktigt att möjliggöra en balans mellan arbete och familjeliv. Lagen tjänade till att förena kvinnans och familjens ibland konkurrerande behov att uppnå olika sociala mål, inklusive bevarandet av idén om den manlige familjeförsörjaren och upprätthållandet av en könsseparerad arbetsmarknad. I takt med att polisväsendet växte i Sverige, ökade också andelen kvinnor i yrket. Nedan beskrivs utökandet av kvinnliga poliser under 1900-talet och 2000-talet. 

### Utökandet av kvinnliga poliser
Den kvinnliga poliskåren etablerades, som tidigare nämnts, år 1909 i Stockholm med tre polissystrar. År 1910 utökades kåren, och 1943 cirkulerade 13 polissystrar i Stockholm mellan olika poster. Som en jämförelse fanns inom kriminalpolisen 214 manliga poliser och inom ordningspolisen 1 114. Totalt arbetade vid den tiden 1 328 män och tretton kvinnor inom hela Stockholms polisdistrikt. Utöver Stockholm fanns vid samma tidpunkt fem polissystrar i Göteborg och tre i Malmö samt en polissyster vardera i Norrköping, Helsingborg, Västerås, Kristianstad och Borås. Således arbetade i mars 1943 totalt tjugosex polissystrar i hela Sverige. I hela landet fanns det i april samma år 6 241 poliser, enligt en uträkning från 1939 års polisutredning.

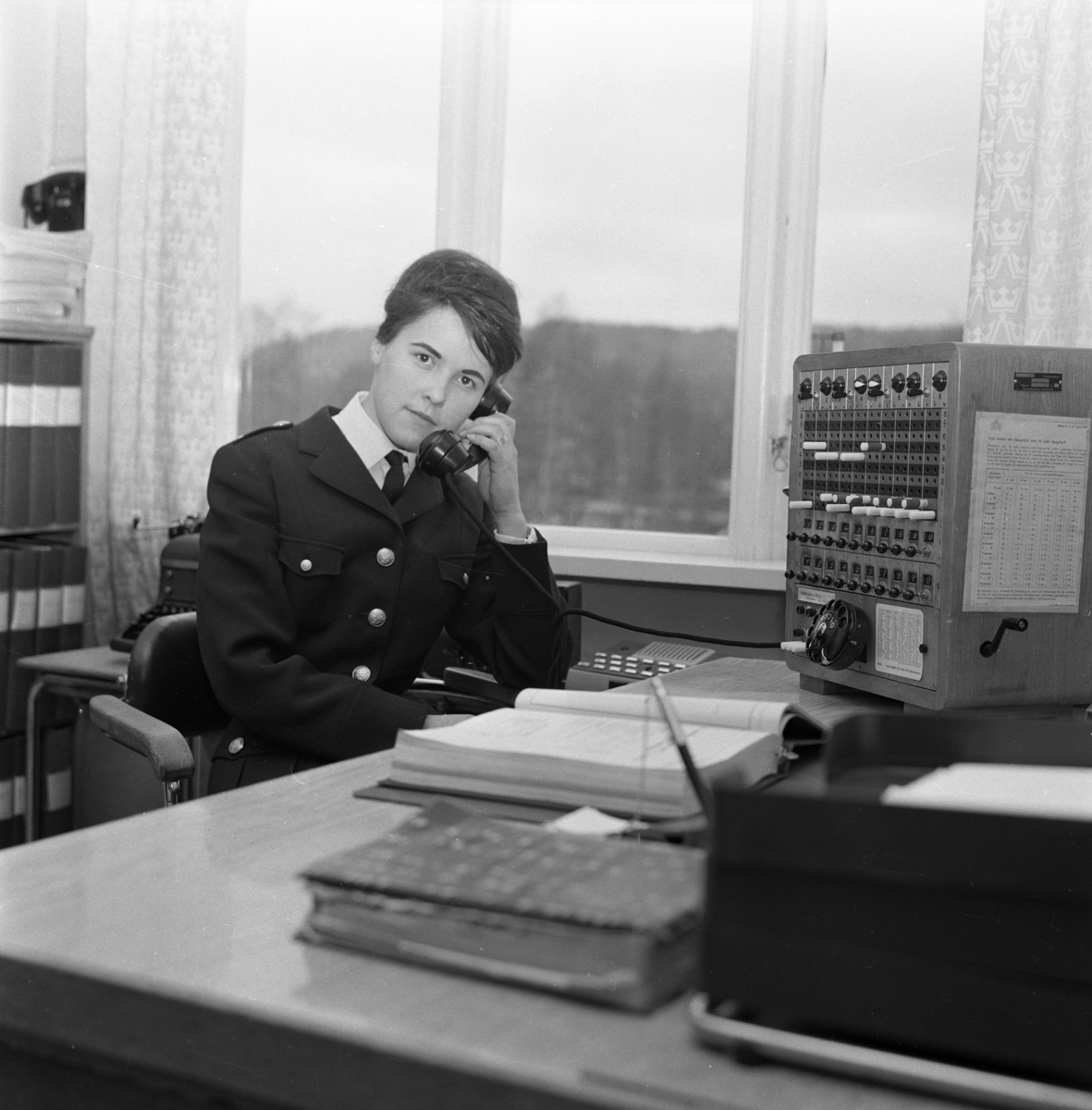
Kvinnlig polis i Huskvarna 1960.

1960 var antalet anställda poliser i landet 10 500, där 100 av dessa var kvinnor. Fem år senare hade antalet poliser ökat till 12 800, och kvinnornas andel utgjorde då 170. År 1970 hade antalet poliser ytterligare ökat till 14 200, och antalet kvinnliga poliser hade utökats till 250. Både andelen manliga och kvinnliga poliser ökade mellan 1960 och 1970. Trots detta rapporterade Rikspolisstyrelsen att det fanns 112 kvinnliga poliser år 1968, vilket innebär att det skedde en minskning mellan 1965 och 1968, för att antalet återigen sedan skulle öka.
Erfarenheten av samtliga kvinnors placering vid utredningsenheter år 1964 blev negativ, och färre kvinnor sökte sig in till arbetsstyrkan hos polisen. Av de 112 kvinnliga poliserna i Sverige år 1968 tjänstgjorde 20 i Stockholm samt sex vardera i Göteborg och Malmö. Det var inte förrän 1971 som fler kvinnor började återkomma till poliskåren. 1975 utgjorde kvinnliga poliser 15 procent av dem som studerade på polishögskolan, och 1978 hade den siffran dubblerats.
Under perioden 1970–1992 genomgick 1 850 kvinnor polisutbildning i Sverige. Av dessa avancerade 430 till polisinspektör och 12 till poliskommissarie. En rapport från 1991/92 visade att endast 24 procent av de kvinnliga poliserna som arbetat under dessa årtionden erhöll en högre befattning inom poliskåren. Bland männen avancerade över 54 procent, något som indikerar att en mindre andel kvinnor inom poliskåren genomgick befordran till högre positioner.
År 2018 var antalet svenska poliser 16 320, varav antalet kvinnor 5 590. Det motsvarar ungefär 34 procent av antalet anställda. År 2022 fanns det cirka 21 000 poliser i Sverige, varav 35 procent var kvinnor.

### Kvinnliga chefer inom yrket
Ett antal kvinnor har genom åren fungerat som pionjärer inom kåren, alternativt nått ledande position, ofta genom en juristexamen. Dessa inkluderar följande:
- Karin Värmefjord, som år 1981 utnämndes till Sveriges första kvinnliga polismästare.[4]
- Barbro Täveby, som år 1990 blev den första kvinnan att väljas in i Polisförbundets förbundsstyrelse.  [16]
- Therese Mattson, som 2004–2011 tjänstgjorde som rikskriminalchef och som sedan 2018 är generaldirektör och chef för Kustbevakningen.[16]
- Carin Götblad, som mellan 2015 och 2020 fungerade som rikspolischef.[17]
- Petra Lundh, som sedan 1 december 2023 har tjänsten som rikspolischef.[18]